# ديفيد ر. راي
ديفيد ر. راي (بالإنجليزية: David R. Ray)‏ هو عسكري أمريكي، ولد في 14 فبراير 1945 في ميكمينفيل في الولايات المتحدة، وتوفي في 19 مارس 1969 في محافظة كوانغ نام في فيتنام.